# Divize A 2007/2008
V soubojích 43. ročníku České divize A 2007/2008 se utkalo 16 týmů dvoukolovým systémem podzim – jaro. Tento ročník začal v srpnu 2007 a skončil v červnu 2008.

## Kluby podle přeborů
- Pražský (3):  FK Viktoria Žižkov „B“, FK Admira Praha, SK Motorlet Praha
- Jihočeský (5): FC Písek, TJ Jiskra Třeboň, FK Tatran Prachatice, SK Strakonice 1908, SK Jankov
- Plzeňský (5): SK Slavia Vejprnice, TJ Jiskra Domažlice, TJ Klatovy, SK Senco Doubravka, SK Horažďovice
- Středočeský (3): FK Králův Dvůr, SK Marila Votice, FC Bzová

## Výsledná tabulka
| Poř. | Tým                      | Z  | V  | R | P  | VG | OG | B  |
| ---- | ------------------------ | -- | -- | - | -- | -- | -- | -- |
| 1.   | FK Viktoria Žižkov „B“   | 30 | 22 | 4 | 4  | 70 | 21 | 70 |
| 2.   | FK Králův Dvůr           | 30 | 19 | 4 | 7  | 63 | 39 | 61 |
| 3.   | SK Marila Votice         | 30 | 19 | 3 | 8  | 47 | 26 | 60 |
| 4.   | FC Písek (N)             | 30 | 14 | 6 | 10 | 62 | 39 | 48 |
| 5.   | TJ Jiskra Třeboň         | 30 | 13 | 5 | 12 | 54 | 49 | 44 |
| 6.   | SK Slavia Vejprnice      | 30 | 11 | 9 | 10 | 46 | 37 | 42 |
| 7.   | FK Admira Praha          | 30 | 13 | 2 | 15 | 47 | 45 | 41 |
| 8.   | TJ Jiskra Domažlice (N)  | 30 | 12 | 5 | 13 | 53 | 53 | 41 |
| 9.   | FK Tatran Prachatice (S) | 30 | 12 | 5 | 13 | 45 | 45 | 41 |
| 10.  | FC Bzová                 | 30 | 11 | 7 | 12 | 44 | 45 | 40 |
| 11.  | TJ Klatovy               | 30 | 11 | 5 | 14 | 44 | 43 | 38 |
| 12.  | SK Strakonice 1908       | 30 | 11 | 5 | 14 | 40 | 49 | 38 |
| 13.  | SK Motorlet Praha        | 30 | 10 | 7 | 13 | 40 | 42 | 37 |
| 14.  | SK Senco Doubravka       | 30 | 9  | 3 | 18 | 38 | 68 | 30 |
| 15.  | SK Horažďovice           | 30 | 8  | 3 | 19 | 26 | 76 | 27 |
| 16.  | SK Jankov                | 30 | 9  | 5 | 19 | 23 | 65 | 23 |

Poznámky:
- Z = Odehrané zápasy; V = Vítězství; R = Remízy; P = Prohry; VG = Vstřelené góly; OG = Obdržené góly; B = Body; (S) = Mužstvo sestoupivší z vyšší soutěže; (N) = Mužstvo postoupivší z nižší soutěže (nováček)
- Tým FC Bzová se po sezóně sloučil s SK Hořovice a pokračoval jako FK Hořovicko

|  | Postup do ČFL 2008/2009                           |
|  | Sestup do příslušného krajského přeboru 2008/2009 |